# Halpe pelethronix
Halpe pelethronix is een vlinder uit de familie van de dikkopjes (Hesperiidae). De wetenschappelijke naam van de soort is voor het eerst geldig gepubliceerd in 1910 door Hans Fruhstorfer.